# Charlotte Kann
Charlotte Kordula Kann (* 23. April 1937 in Duisburg) ist eine deutsche Politikerin (SPD). Vom 31. Mai 1990 bis zum 2. Juni 2005 war sie Landtagsabgeordnete in Nordrhein-Westfalen.

## Leben
Kann machte 1952 ihren Hauptschulabschluss und begann 1952 eine Ausbildung zur Verkäuferin. Diesen Beruf übte sie dann auch ein Jahr lang aus. 1956 trat sie der SPD bei, um im Unterbezirk Duisburg zu arbeiten, sie war bis 1990 Angestellte der Partei.
Charlotte Kann wurde unter anderem stellvertretende Vorsitzende des SPD-Ortsvereins Großenbaum und war ab 1975 Mitglied der Bezirksverwaltung Duisburg-Süd, zeitweise auch Bezirksvorsteherin. Zudem engagierte sie sich in der Gewerkschaft ÖTV sowie der Arbeiterwohlfahrt, außerdem war sie  Vorsitzende des Fördervereins Kinderdorf Großenbaum.